# 马可·马蒂亚奇
马可·马蒂亚奇（Marco Mattiacci，出生于意大利罗马，1970年12月8日—）是一个意大利职业经理人，他在法拉利亚太地区和北美地区担任多年主席兼首席执行官。2014年，在世界一级方程式锦标赛中接替斯蒂法诺·多梅尼卡利出任法拉利车队总监及领队，并在赛季结束后离开。2016年6月，他加入电动车制造商法拉第未来担任首席品牌官和首席商务官，并于当年12月辞职。

## 职业生涯
马可·马蒂亚奇出生于意大利罗马，大学时期就读于罗马大学的经济学，之后去哥伦比亚商学院深造，他在此之后还进入了欧洲工商管理学院位于新加坡的国际行政教育。
1989年，马可·马蒂亚奇前往英国，开始在捷豹汽车的市场部工作，一直到1999年。1999年，他与法拉利签约，成为一名销售经理，主管美洲地区和中东地区的业务。2001-2002年，他被提升并主管了玛莎拉蒂品牌在北美市场的登陆。
2006年，马可·马蒂亚奇被提名任命为法拉利亚太区的主席兼首席执行官；他在任职期间，其中文名为“马龙”。2009年他被中国国务院发展研究中心《管理世界》杂志选为“100位杰出外籍企业领袖”之一。
2010年1月，他被提名任命为法拉利北美地区的主席兼首席执行官。2012年，他获得了由DNV GL颁发的年度汽车高管大奖，以表彰他为法拉利在北美州、中美洲和南美洲市场获得了20%的销售增长。在他任内，法拉利的销售额在美洲市场提升将近一倍。.
2014年4月，世界一级方程式锦标赛法拉利车队的总监及领队斯蒂法诺·多梅尼卡利因车队表现低迷而宣布辞职，马可·马蒂亚奇被任命为车队总监及领队。赛季结束后，法拉利宣布意大利人毛里齐奥·阿里瓦贝内将接替马蒂亚奇在法拉利车队的领队工作，至此马可·马蒂亚奇结束了在法拉利的生涯。
2016年6月，美国电动车初创企业法拉第未来宣布招募马可·马蒂亚奇担任故事的首席品牌官和首席商务官。同年12月，马蒂亚奇宣布离职。
2021年4月，有报道称马蒂亚奇将加入一级方程式的阿斯顿·马丁车队，但随后阿斯顿·马丁确认马蒂亚奇只是会作为公司的顾问，没有加入旗下一级方程式车队。2022年2月9日，阿斯顿·马丁·拉宫达宣布马蒂亚奇加入公司担任全球首席品牌与商务官。